# タンタンのコンゴ探険
『タンタンのコンゴ探険』（フランス語: Tintin au Congo）は、ベルギーの漫画家エルジェによる漫画（バンド・デシネ）、タンタンの冒険シリーズの2作目である。ベルギーの保守紙『20世紀新聞』 （Le Vingtième Siècle）の子供向け付録誌『20世紀子ども新聞』（Le Petit Vingtième）にて1930年6月から1931年6月まで毎週連載されていた。当初はモノクロであったが、1946年に著者本人によってカラー化された。ベルギー人の少年記者タンタンを主人公とし、愛犬スノーウィと共にベルギーの植民地であるコンゴ（ベルギー領コンゴ）に派遣され、現地人との出会いや、ダイアモンド利権を巡る白人密航者の陰謀に関わる。
前作『タンタン ソビエトへ』が読者に好評であったことから、その続編として企画され、前作完結後の翌月には本作の連載が開始された。舞台やテーマは前作と同じく、新聞社の経営者であるノルベール・ヴァレーズの指示の下、当時のベルギーの植民地であったアフリカのコンゴに決まり、保守主義者である彼の意向に沿うような植民地主義を肯定するような内容になっている。こうした描写やテーマは当時は初期作品の中でも特に人気を博したが、20世紀後半になると、コンゴ人に対する人種差別や大型動物のハンティングを美化するような内容に批判が見られるようになっていた。ベルギー、スウェーデン、イギリス、アメリカと、本作を発禁処分としたり、未成年者への閲覧制限を課す国も出てきた。本作に対する批評家意見は大半が否定的であり、前作『ソビエトへ』よりはまだ良かったが、エルジェの作品の中で最低なものの1作とも評される。 
日本語版は、2007年に福音館書店より出版された（川口恵子訳）。

## あらすじ
『20世紀子ども新聞』の報道記者であるベルギー人少年タンタンは、ベルギー領コンゴを取材するため、愛犬のスノーウィと共に現地へ派遣される。本国人のタンタンは現地で歓迎をもって迎えられ、地元の少年ココを雇って取材旅行を開始する。一方、タンタンがコンゴにやってくる際に乗っていたフェリーには謎の密航者も潜んでおり、タンタンは何度も彼に命を狙われる。さらには、タンタンをよく思わない地元民の呪術師ムガンガの妨害も受ける。

## 歴史

### 執筆背景
作者のエルジェ（本名：ジョルジュ・レミ）は、故郷ブリュッセルにあったローマ・カトリック系の保守紙『20世紀新聞』（Le Vingtième Siècle）で働いており、同紙の子供向け付録誌『20世紀子ども新聞』（Le Petit Vingtième）の編集とイラストレーターを兼ねていた。
同紙は教会のアベで、親ファシストでもあったノルベール・ヴァレーズが経営と編集長を務めており、「教義と情報のためのカトリック新聞」を標榜し、彼の親ファシスト的な論調はそのまま紙面にも反映されていた 。
ハリー・トンプソンによれば、当時のベルギーにおいて、こうした政治思想は一般的なものであり、エルジェの周囲には「愛国心、カトリック、厳しい道徳、規律、純真」を主とする保守思想が浸透していた。
1929年、エルジェの代表作となる、架空のベルギー人の少年記者・タンタンの活躍を描く『タンタンの冒険』の連載が始まった。第1作目『タンタン ソビエトへ』は、1929年1月10日から1930年5月8日まで毎週連載されて大成功を収め、すぐに続編の企画が立ち上がった。エルジェは今度はアメリカを舞台としたいと考えていたが、ヴァレーズは当時ベルギーの植民地であったコンゴ（ベルギー領コンゴ）を舞台とするよう指示した。
ベルギーの子どもたちは学校でコンゴについて習っていたが、ヴァレーズは読者に植民地経営や宣教活動への熱意を持ってほしいと狙っていた。
特に1928年の、ベルギー王アルベール1世とエリザベート王妃のコンゴ訪問の記憶もまだ新しい時期であり、ベルギーの植民地行政のさらなる振興が必要だとヴァレーズは考えていた。
そして読者の中から、コンゴで働くことを希望する者が出てくることを期待した。
前作『タンタン ソビエトへ』において、ほぼ単一の情報源に頼っていたように、本作でも限定的な情報源を元にコンゴや、その人々を描いていた。それは主として宣教師が書いた文献を中心に物語は構築されており、おそらく唯一、オリジナルであったのはダイヤモンドの密輸業者くらいだったと思われる。
他にエルジェはベルギーの王立中央アフリカ博物館を訪れ、コンゴの民俗学的な収蔵品を取材した。
また、ハンティングのシーンは、アンドレ・モーロワの小説『ブランブル大佐の沈黙』から借用し、動物の絵はバンジャマン・ラビエ の版画が基になっていた。
また、植民地に行ったことがある同僚たちから同地の話を聞いたりもしたが、エルジェは彼らの話に嫌気を差していたようであり、後に「植民地人たちは、自分の功績を自慢気に話してくるから私は好きではなかった。だけど、黒人を大きな子供と見ることをやめることもできなかったんだ」と語っている。

### オリジナル版（1930年-1931年）
本作は1930年6月5日から1931年6月11日まで『20世紀子ども新聞』誌上で『Tintin au Congo（コンゴのタンタン）』の題で連載された。前作と同様に、フランスのカトリック新聞『Cœurs Vaillants』でも連載された。作品はモノクロであり、エルジェに詳しいマイケル・ファーによれば、前作『ソビエトへ』と同じく、毎週ごとに即興で描かれたものであり、ほぼ相互に無関係な出来事で構成されていた。そして前作と同様に読者から人気を博すとヴァレーズは、前作と似たような宣伝攻勢を仕掛けた。タンタンに扮したドンカーという子役に植民地の衣装を着させて、10名のアフリカ人と動物園から借りた様々な異国の動物を伴ってブリュッセルとリエージュでイベントを開いた。地元百貨店との共同企画であり、ブリュッセルでは5000人の観客を集めた。
1931年に前作と同様にÉditions du Petit Vingtième（20世紀子供出版）が1冊の書籍にまとめて、刊行した。
シリーズの成功によってヴァレーズは、エルジェとの雇用契約を見直し、彼に高給を与え、自宅で仕事を行う権利を与えた。
1937年、シリーズ第4作『ファラオの葉巻』より書籍版の出版を担うようになったカステルマン社より、第2版が出版された。
その後、1944年までに第7版まで再版が行われ、これはシリーズの初期7作をそれぞれ上回る売上を誇った。

### カラー化（1946年）
1940年代から1950年代にかけてエルジェの人気が高まると、エルジェはスタジオのチームと共に、今までのモノクロ版をカラーにリニューアルする作業に着手した。この作業ではエルジェが開発したリーニュクレールの技法が用いられた。本作は1946年にカラー化がなされ、カステルマンより出版された。
カラーリメイクにあたっては、カステルマンの提案に従って標準62ページに編纂し直されており、オリジナルの110ページから削減されている。物語自体にもいくつか変更が加えられ、ベルギーと植民地支配への言及の多くをカットした。
例えば、タンタンがコンゴの小学生に地理を教えるシーンにおいて、オリジナル版では「親愛なる友人たち。今日は君たちの国について教えよう、ベルギーだ！」と述べていたのに対し、このリメイク版では単に算数の授業になっていた。
また、タンタンを襲わせるヒョウの飼い主ジミー・マクダフは、オリジナル版ではアメリカ大サーカスの黒人支配人であったが、リメイク版ではヨーロッパ最大の、動物園向けの白人ブローカーに変更されている。
また、本来は後の『ファラオの葉巻』（1934年）で初登場したまぬけな刑事コンビ・デュポンとデュボンをカメオ出演させてもいる。同じコマでは、本作の着色作業を手伝ったエドガー・P・ジャコブも描き加えられている。

### その後の出版歴
1975年に北欧の出版社から翻訳版が出版されるにあたって、エルジェに56ページ目にあった生きたサイに穴を空け、ダイナマイトを詰めて爆破するシーンを変更して欲しいという依頼があった。エルジェ自身も、こうした大型動物のハンティングシーンに後悔があったため、これを引き受けた。変更後は、サイがタンタンの銃を誤って倒したために暴発するも、無傷でそのまま逃げ出す、というものになった。
長年、世界中の出版社から刊行されていたにもかかわらず、イギリスでは人種差別的な内容を理由として、長らく出版自体がなされていなかった。1980年代後期に、当時のエルジェ・スタジオのイギリスにおけるエージェントであったニック・ロドウェルが、英語版を出版する意向を発表し、また1946年カラー版よりも、1931年のモノクロ版の方が論争が少ないだろうという考えが示された。
こうして、英語版は1931年の初版発行から60年経った1991年に、シリーズの最終作としてモノクロ版が発行された。
カラー版の翻訳版は、2005年になってエグモント社から出版された。
日本語版は、カラー版を底本に、2007年に川口恵子訳として福音館書店から出版された。福音館版は順番が原作と異なっており、本作はシリーズ22作目という扱いであった。

## 書評と分析
エルジェの伝記を書いたPierre Assoulineは、エルジェの絵は自発性を失わず、初期のものを通して、よりはっきりしていったと考察している。
また、物語が無難に始まり、物語全体を通してタンタンがボーイスカウトとして描かれているとし、こうした描写が、エルジェが持っていたヴァレーズへの「道徳的負債」を反映していると述べている。
同じく伝記を書いたブノワ・ペータースは、本作には「華やかさがなく」、「驚くほど煩わしい」モノローグがあると評しつつも、前作よりは「多少洗練された」と述べている。
プロットは「極めて単純」であり、タンタンのキャラクター造形が、おもちゃの動物やメタル・フィギュリン（金属製の小さな人形）で世界を操る子供のようだったとしている。
マイケル・ファーは前作と異なり、終盤にアメリカのダイヤモンド密輸組織が登場するところを、プロットらしきものが見られると評している。
Philippe Goddinは前作よりも「エキサイティング」であったと評し、コンゴの先住民の描写も、それを茶化したようなものではなく、過去のヨーロッパの軍隊をパロディにしたものと評している。
一方でハリー・トンプソンは、前作よりもほとんど後退しているとし、プロットもキャラクターもなく、「タンタンの本の中で最も幼稚」だと論じている。
フィナンシャル・タイムズのサイモン・クーパーは、本作を『タンタン ソビエトへ』と同じく、シリーズ・ワースト作品と評し、「絵が下手」で「ほぼプロットがない」と批判している。
1946年のカラー版については、ファーはオリジナル版よりも劣化したと評している。「活気」と「雰囲気」が失われ、コンゴの新しい風景も説得力に欠けており、「乾燥した埃っぽい現実的な広がり」よりも、ヨーロッパの動物園のようであると評している。
逆にペータースは、カラー版の方を肯定的に評し、エルジェのデッサン力向上による、「美的な改善」と「構成の明確化」が見て取れ、「より生き生きとして、流れるような」セリフ回しの向上があると述べている。